# Юзино
Юзино (укр. Юзіно) — село в Красиловском районе Хмельницкой области Украины.
Почтовый индекс — 31022. Телефонный код — 3855. Код КОАТУУ — 6822782504.

## Местный совет
31015, Хмельницкая обл., Красиловский р-н, с. Гриценки, ул. Октябрьская, 17